# Turneja Minut srca mog
Turneja Minut srca mog (prvobitno nazvana #RozgaTour) treća je dvoranska turneja, i druga samostalna, hrvatske pop pjevačice Jelene Rozge kojom je promoviran pjevačicin akustični album Minut srca mog. Turneja je najavljena 20. svibnja 2022. godine i započela 17. prosinca 2022. godine koncertom u zagrebačkoj Areni. Turneja se nastavila 2023. godine koncertima u beogradskoj Štark areni i novosadskom SPENS-u, dok su u 2024. godini održani koncerti u skopskom Borisu Trajkovskom, zadarskom Višnjiku i sarajevskoj Zetri. Turneja je završila 2. studenog 2024. koncertom u sarajevskoj Zetri.
Turneja je opisana kao glazbeno putovanje kroz 27 godinu dugu glazbenu karijeru. Kroz tri čina, Jelena je odala počast pjesmama koje je otpjevala samostalno, kao i pjevačica grupe Magazin. 
Turneja je ostvarila značajan komercijalan uspjeh, kao uspjeh kod kritike. Svi su koncerti bili unaprijed rasprodani, dok je turneja dobila jednoglasno priznanje kritike s naglaskom na koncept, produkciju i prirodnost koncerta; kritika je također pohvalila Rozgine vokalne i plesne sposobnosti. 

## Pozadina
Jelena je 14. studenog 2022. godine objavila svoj dugonajavljivani akustični album Minut srca mog. Jelena je najavila planove o radu na akustičnom albumu tijekom intervjua 2019. Ideja za album nastala je nakon uspjeha akustične medley izvedbe pjesama "Oprosti mala", "Opijum" i "S druge strane mjeseca" na YouTube kanalu nekadašnjeg Narodnog radija (sada bravo! radio). Odgode u izdanju albuma dogodile su se zbog pandemije COVID-19 i zbog toga što je Rozga bila nezadovojlna početnim obradama koje je odlučila potpuno presnimiti. Rozga je 15. rujna 2022. potvrdila je da će naslov albuma biti Minut srca mog u osvrtu na njezin istoimeni singl iz 1996. ("Minut srca tvog") i kao posveta "svima nama, koji koristimo srce za vodiča u životu". Album je objavljen 14. studenog 2022, no Jelena je turneju najavila nekoliko mjeseci prije tokom gostovanja u emisiji Living Room Acoustic tadašnjeg Narodnog Radija. Tijekom gostovanja, Jelena je otkrila da će u prosincu održati svoj prvi samostalni koncert u zagrebačkoj Areni. Ulaznice za koncert puštene su u prodaji isti dan preko sustava Eventim. Turneja je prvobitno bila nazvana #RozgaTour, no kasnije, nakon što je pjevačica otkrila da će se njen akustični album zvati Minut srca mog, ime turneje službeno je promijenjeno u Minut srca mog. Koncert u Spaladium Areni najavljen je 22. srpnja nakon Jeleninog nastupa na Fusion Festivalu u Splitu i ulaznice su puštene u prodaju sljedećeg dana, dok su ulaznice za Štark puštene u prodaju u 20. rujna. Koncert u Spaladium Areni otkazan je 17. siječnja 2023.  godine zbog zatvaranja dvorane. U svibnju, Jelena je na društvenim mrežama najavila nastavak turneje najavivši koncert u novosadskom SPENS-u, za koji su ulaznice puštene u prodaju isti dan. Novosadski koncert rasprodan je dva mjeseca prije održavanja koncerta. Jelena je s objavom navedene vijesti najavila koncert u Skoplju, u Sjevernoj Makedoniji, za koji su ulaznice puštene u prodaju krajem rujna. Ulaznice za koncerte u zadarskom Višnjiku i sarajevskoj Zetri u prodaju su puštene 8. i 12. prosinca 2023. godine.  U svibnju 2024. godine, na dodjeli nagrada L'Adria Story Hall of Fam, Jelena je potvrdila da je koncert u sarajevskoj Zetri ujedno i posljedni koncert turneje.

## Sadržaj
Koncert je podijeljen u tri konceptualno različita dijela. Svaki dio popračen je posebnim koncertnim kostimom i prije svakog dijela pušten je uvodni video snimljen posebno za turneju. Koncert započinje marširanjem pjevačice i plesača na pozornicu praćeno taktovima pjesme "Ne tiče me se", nakon što se pjevačica pojavljuje na pozornici pjevajući navedenu pjesmu. Pjevačica je u ovom dijelu odjevena u crveni kombinezon i crnu jaknu. Koncert se nastavlja izvedbom pjesme "Nirvana", nakon čega pjevačica radi kratku stanku i održava govor. Nakon govora, pjevačica nastavlja koncert izvedbom pjesama "Daj šta daš", "Ako poludim", "Bižuterija", "Dobitna kombinacija", "Okus mentola", "Tsunami" i "Oprosti mala", kojom završava prvi dio koncerta. Nakon novog uvodnog videa, pjevačica započinje sljedeći dio koncerta izvodeći pjesmu Ko me zove. Pjevačica u ovom dijelu dva puta mijenja kostime: kratku, crnu kožnu haljinu i crnu baršunastu princeza haljinu. U ovom dijelu koncerta pjevačica je fokusirana na hitove tokom bivanja članicom grupe Magazine: "Ko me zove", "Opijum", "S druge strane Mjeseca", "Prorok", "Nebo boje moje ljubavi", "Suze biserne", "Je l zbog nje", "Kad bi bio blizu" i "Da li znaš da te ne volim". U ovom dijelu pjevačica također obrađuje pjesme "Ti si želja mog života" i "Ljube se dobri, loši, zli" koje je originalno otpjevala Ljiljana Nikolovska. Treći i posljedni dio koncerta, počinje pjesmom "Dani su bez broja", a pjevačica se pojavljuje u bijelom, svjetlucavom kostimu. U ovom dijelu pjevačica se usmjerava na pjesme iz solo karijerem, uz određene pjesme iz razdoblja grupe Magazin: "Minus i plus", "Kraljica", "Moderna žena", "Solo igračica", "Roba s greškom", "Cirkus", "Moje proljeće", "Ne pijem, ne pušim", "Razmažena" i "Ginem". Također, pjevačici se na pozornici pridružuje Matija Cvek s kojim izvodi pjesmu "Zar je ljubav spala na to". Pjevačica završava koncert pjesmama "Samo se ljubit isplati" i "Minut srca tvog". Nakon izvedbe pjesme "Minut srca tvog", pjevačici se na pozornici pridružuju glazbenici i plesači te svi zajedno rade naklon publici. Nakon što pjevačica i ostatak asambla napuštaju pozornicu, vraćaju se još jednom, na poziv publike, i izvode pjesmu "Opijum" čime završava koncert.

## Kritike
Koncert u zagrebačkoj areni susreo se s pozitivnim reakcijama. Ivana Lulić za portal Glazba.hr opisala je koncert kao:"show na razini izvođačica svjetskog kalibra". Nastavila je opisujući koncert kao:"pravi doživljaj" i pohvalila je što je:"svaka sekunda ovog nastupa pomno isplanirana i uvježbana, ali ništa nije izgledalo neprirodno. Baš naprotiv, bilo je toliko hipnotizirajuće da smo samo iščekivali sljedeći potez, sljedeću pjesmu". Završila je svoju recenziju napisavši:"Jelena Rozga imala je besprijekoran show, nastup ništa manji od spektakla ispunjen vokalnom snagom i emocijama... Ovaj koncert bio je onaj definirajući trenutak koji odaje počast njenoj 27 godina dugoj karijeri i budućnosti koja nikad nije izgledala sjajnije." Kritičar za T-Portal napisao je kritiku za isti koncert opisujući ga kao "spektakularnog" i pohvalio je Jelenu kao nekog tko:"je još jednom potvrdila da pripada uskom krugu najvećih zvijezda na ovim prostorima". Anđela Parmać i Ante Peričić su u svojoj recenziji zagrebačkog koncerta za Novi list pohvalili su repertoar, scenski nastup i Rozginu energiju. Opisali koncert kao koncert:"na kojem bi mogle pozavidjeti i mnoge izvođačice svjetskog ranga".

## Komercijalni uspjeh
U studenom 2022. godine objavljeno je da je prvi koncert u zagrebačkoj Areni rasprodan, mjesec dana prije koncerta. Na prvom koncertu turneje prisustvovalo je 20 000 ljudi.

## Suradnici na turneji
Producent turneje je Srđan Sekulović-Skansi, koji je ujedno i producent Jelenininog akustičnog albuma Minut srca mog. Za realizaciju scenskog nastupa bio je zadužen Miloš Šarović; za koreografiju pobrinuo se Žiga Sotlar dok je za kostime Jelene i plesača bio zadužen modni duo eNVy room.

## Setlista
Ovo je setalista koncerta održanog 17. prosinca 2022. godine u Zagrebu. Ne predstavlja setlistu svih koncerata koji su se održali tijekom turneje.
1. Ne tiče me se
2. Nirvana
3. Daj šta daš
4. Ako poludim
5. Bižuterija
6. Dobitna kombinacija
7. Okus mentola
8. Tsunami
9. Oprosti mala
10. Ko me zove
11. Opijum
12. S druge strane Mjeseca
13. Prorok
14. Ti si želja mog života
15. Nebo boje moje ljubavi
16. Ljube se dobri, loši, zli
17. Suze biserne
18. Je l zbog nje
19. Kad bi bio blizu
20. Da li znaš da te ne volim
21. Dani su bez broja
22. Minus i plus
23. Kraljica
24. Moderna žena
25. Solo igračica
26. Roba s greškom
27. Cirkus
28. Moje proljeće
29. Ne pijem, ne pušim
30. Razmažena
31. Ginem
32. Zar je ljubav spala na to
33. Samo se ljubit isplati
34. Minut srca tvog

Encore
1. Opijum

### Napomena
- Pjevač Matija Cvek pridružio se Jeleni na koncertu u zagrebačkoj Areni 17. prosinca 2022. Zajedno su izveli svoj duet Zar je ljubav spala na to.

## Datumi i mjesta koncerata
| #     |                     |          |                     |                                   |
| Datum | Grad                | Država   | Mjesto              |                                   |
| 1.    | 17. prosinca 2022.  | Zagreb   | Hrvatska            | Arena Zagreb                      |
| 2.    | 7. travnja 2023.    | Beograd  | Srbija              | Štark Arena                       |
| 3.    | 28. listopada 2023. | Novi Sad | Srbija              | SPENS                             |
| 4.    | 10. veljače 2024.   | Skoplje  | Sjeverna Makedonija | Sportska dvorana Boris Trajkovski |
| 5.    | 8. ožujka 2024.     | Zadar    | Hrvatska            | Višnjik                           |
| 6.    | 2. studenog 2024.   | Sarajevo | Bosna i Hercegovina | Zetra                             |

### Otkazani koncerti
| #     |                   |        |          |                 |                      |
| Datum | Grad              | Država | Mjesto   | Razlog          |                      |
| 1.    | 12. veljače 2023. | Split  | Hrvatska | Spaladium Arena | Dvorana je zatvorena |